# کربنیل فلورید
کربنیل فلورید (به انگلیسی: Carbonyl fluoride) با فرمول شیمیایی COF2 یک ترکیب شیمیایی است. که جرم مولی آن 66.01 g mol−1 می‌باشد. شکل ظاهری این ترکیب، گاز بی‌رنگ است.